# Wirbelbogengelenk

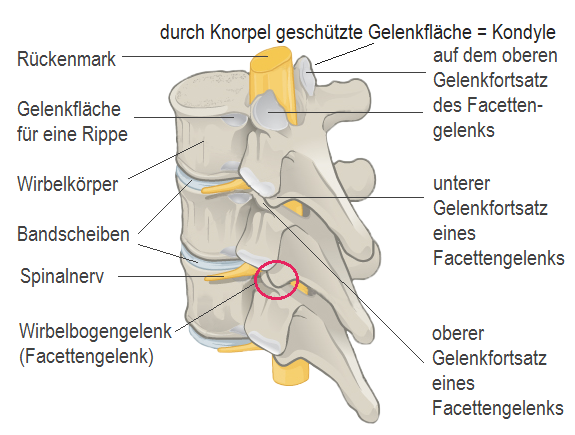
Jeweils rechts und links neben dem Rückenmarkskanal liegen nah an der Basis der Querfortsätze des Wirbelbogens die Wirbelbogengelenke (Facettengelenke). Auf dem oberen Gelenkfortsatz befindet sich der untere Teil des Facettengelenks. Am unteren Gelenkfortsatz befindet sich der obere Teil des Facettengelenks.

Die Wirbelbogengelenke (Synonyme: Facettengelenke oder Kleine Wirbelgelenke oder Articulationes processuum articularium – lat. „Gelenke der Gelenkfortsätze“ oder Articulationes zygapophysiales – lat. und latinisiertes altgr. „paarweise, ausgewuchtet gewachsene Gelenke“) dienen neben der Bandscheibe und den Wirbelsäulenbändern der gelenkigen Verbindung benachbarter Wirbel.

## Anatomie
Die Gelenkflächen dieser paarigen Gelenke liegen auf den beiden unteren (bei Tieren hinteren) und den beiden oberen (vorderen) Gelenkfortsätzen (Processus articulares) aufeinander folgender Wirbel. Es handelt sich um sogenannte „ebene Gelenke“ oder „Facettengelenke“, bei denen die Bewegung parallel zu den Gelenkflächen erfolgt und die deshalb auch als „Schiebegelenke“ bezeichnet werden. Die Wirbelbogengelenke bestimmen vor allem die Bewegungsrichtung, während Bandscheiben und Wirbelsäulenbänder vor allem den Bewegungsumfang begrenzen. Neben den Wirbelbogengelenken treten aus dem Zwischenwirbelloch die Spinalnerven aus.

## Erkrankungen
Bei einem Schleudertrauma können die Wirbelbogengelenke in Mitleidenschaft gezogen werden.
Eine verschleißbedingte Verknöcherung der Wirbelbogengelenke wird als Spondylarthrose bezeichnet. Anhaltende Schmerzen durch Reizung der Wirbelbogengelenke nennt man Facettensyndrom. Das therapeutische Einspritzen von Schmerz- und Kontrastmitteln in die Wirbelbogengelenke heißt Facetteninfiltration.